# Домінік Страга
Домінік Страга (20 червня 1988) — хорватський плавець.
Учасник Олімпійських Ігор 2008 року.